# Robert Hare
Robert D. Hare (geboren in Canada, 1934) is een onderzoeker op het gebied van psychologie en criminologie. Hij werd bekend na het ontwikkelen van de Hare-psychopathiechecklist, een onderzoeksinstrument voor het vaststellen van psychopathie. Deze checklist wordt tegenwoordig ook in Nederland gebruikt. Hare publiceerde naar aanleiding van zijn onderzoek naar psychopathie meerdere boeken over het onderwerp, onder andere Gewetenloos.
Hare behaalde zijn diploma in de experimentele psychologie aan de Universiteit van Western Ontario in 1963.

## Psychopathiechecklist (PCL-R)
Robert Hare ontwikkelde een checklist voor het vaststellen van psychopathie. De test wordt tegenwoordig nog steeds gebruikt in gevangenissen en forensisch psychiatrisch klinieken en bestaat uit 20 kenmerken. Een score van 30 of hoger indiceert psychopathie, hoewel dit per land verschilt. Per kenmerk kan een persoon 0, 1 of 2 scoren (nooit/soms/altijd).

### Factor 1
1. Oppervlakkige charme en welbespraaktheid
Psychopaten zijn vaak charmant maar oppervlakkig in contact met anderen. Het zijn gladde praters die graag sterke verhalen vertellen en staan zelden met een mond vol tanden.
2. Opgeblazen gevoel van eigenwaarde
Psychopaten kunnen opscheppers zijn die een veel te positieve inschatting hebben van hun talenten en vaardigheden.
3. Pathologisch liegen
Psychopaten zijn notoire leugenaars die er meestal geen enkele moeite mee hebben als ze worden betrapt op een leugen. Ze hebben overal een excuus of reden voor en willen nog weleens iets op erewoord beloven, ook al blijkt dat erewoord haast nooit wat waard te zijn.
4. Sluw en/of manipulatief
Het prototype psychopaat manipuleert en bedriegt anderen en besteedt daarbij geen aandacht aan wat dat voor hen betekent. Ze vertonen daarbij nogal eens crimineel gedrag in de vorm van bijvoorbeeld fraude en verduistering en niet-crimineel gedrag in de vorm van overspel en het aftroggelen van geld van familieleden.
5. Gebrek aan berouw of schuldgevoel
Psychopaten kennen nauwelijks/geen schuldgevoelens of spijt over de dingen die ze anderen aandoen. Ze kunnen zeggen dat het slachtoffer het verdiende of dat het slachtoffer eigenlijk niets bijzonders is aangedaan.
6. Ontbreken aan emotionele diepgang
Psychopaten komen op anderen over als koud en ongevoelig. Hun 'emoties' doen vaak aan als dramatisch, kortstondig en onecht.
7. Kil/gebrek aan empathie
In al hun gedragingen en meningen tonen psychopaten weinig respect voor de rechten, gevoelens en het welzijn van anderen. Ze beschouwen andere mensen als potentiële slachtoffers die te manipuleren zijn en beschouwen zichzelf als de belangrijkste persoon die er is.
8. Geen verantwoordelijkheid nemen voor het eigen gedrag
Ze zijn niet in staat of niet bereid om de verantwoordelijkheid te nemen voor hun eigen gedragingen. Het zijn altijd anderen die de schuld krijgen en anders is er wel een alternatief excuus te vinden.

### Factor 2
1. Prikkelhongerig/neiging tot verveling
Psychopaten hebben een zeer sterke behoefte aan stimulatie en een ongebruikelijk sterke afkeer van verveling. Ze leiden doorgaans een snel leven met veel risicogedrag en experimenten met drugs en vinden dat school, werk en langdurende relaties saai en vervelend zijn.
2. Parasitaire levensstijl
Een psychopaat kiest er vaak voor om te teren op de zak van de familie, partner of vrienden en vermijdt het hebben van een vaste baan.
3. Gebrekkige beheersing van gedrag
Kenmerkend is dat ze vaak opvliegend zijn en zich slecht kunnen beheersen. Op mislukkingen, kritiek en frustraties reageert een psychopaat vaak met geweld, scheldpartijen of bedreigingen. Dit kan even snel ophouden als het is begonnen.
4. Ontbreken van realistische doelen op de lange termijn
Psychopaten hebben geen plannen of doelen voor de lange termijn. Ze leven van dag tot dag en veranderen hun plannen continu en storen zich er niet aan dat hun leven vrij inhoudsloos is.
5. Impulsiviteit
Psychopaten gedragen zich vaak uitermate impulsief, zonder echt stil te staan bij de voors- en tegens van hun gedrag. Relaties worden nogal eens beëindigd, banen worden opgezegd en ze verhuizen, zonder anderen daarover te informeren en zonder dat de beslissing goed is overdacht.
6. Onverantwoordelijk gedrag
Psychopaten tonen geen verantwoordelijkheidsgevoel of loyaliteit ten opzichte van familie, vrienden, werkgevers, huisbazen of anderen. De omgang met geld is vaak bedroevend, Ze hebben schulden, gaan beroerd om met zakenrelaties en zijn hun familie vaak enorm tot last.
7. Jeugdcriminaliteit
In hun tienertijd gedragen ze zich zeer antisociaal en krijgen ze te maken met arrestaties en veroordelingen.
8. Gedragsproblemen op jonge leeftijd
De kinderjaren kenmerken zich door tal van problemen zoals liegen, vechtpartijen, diefstalletjes, beroving, brandstichting en uitingen van geweld tegen mens en dier. De psychopaat staat daardoor vaak al vroeg bekend als het zwarte schaap van de familie.
9. Schending van voorwaardelijke invrijheidsstelling
Als volwassene onderneemt de gedetineerde psychopaat ontsnappingspogingen, keert niet terug van weekendverloven, begaat delicten tijdens de voorwaardelijke invrijheidstelling en houdt zich niet aan de voorwaarden van de voorwaardelijke gevangenisstraf.

### Overig
1. Seksuele losbandigheid
2. Korte relaties
3. Criminele veelzijdigheid

## Spectrumstoornis
Niet elke psychopaat is exact zoals beschreven in de checklist. Tegenwoordig wordt ook wel gesproken van een spectrumstoornis waarbij de ernst en uitingsvorm(en) per persoon kan verschillen: zo zijn er ook prosociale, functionele en hoogfunctionerende psychopaten. De psychopathiechecklist is echter nog steeds een diagnostisch instrument voor het diagnosticeren van criminelen in gevangenissen. Robert Hare meldde dat hij in 2016 anders naar psychopathie begon te kijken en is in die tijd een onderzoek gestart om te onderzoeken of psychopathie een stoornis of juist een evolutie is.